# 神の御子は今宵しも

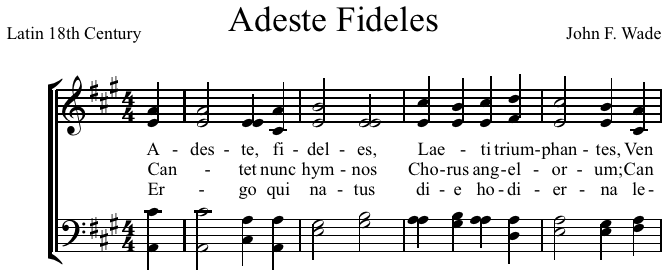
神の御子は今宵しも

神の御子は今宵しも (かみのみこはこよいしもラテン語：Adeste Fideles、英語：O Come, All Ye Faithful) は、イングランド人のジョン・フランシス・ウェードの作曲とされる讃美歌である。しかし、はっきりした作曲者はわかっておらず、今も論争が続いている。歌詞も、誰の手になるものかがはっきりしないが、13世紀にジョン・オブ・レディングによって書かれていたのではないかと言われている。幾度となく様々な言語に翻訳されたが、イングランドカトリック教会の聖職者であるフレデリック・オークリーによる英語訳が特に広まって行った。

## 概要
ウェードが出現する前には、この讃美歌の作曲者は、ジョン・オブ・レディングとその息子、ヘンデル、またポルトガルの作曲家であるマルコス・アントニオ・ダ・フォネスカも名を連ねていた。歌詞も、長い間作者がはっきりしておらず、作者とされる人々の中には13世紀の聖ボナヴェントゥラや17世紀のポルトガル王ジョアン4世も含まれていた。しかし一般には、シトー会の修道士たち、あるいは、ドイツやポルトガル、スペインの修道士会により書かれたという説が信じられていた。
現存する最古の原稿は、歌詞と譜面が一緒に書かれている。ウェードは、1751年に刊行した Cantus Diversi と、1760年に刊行された Evening Offices of the Church にこの曲を取り入れている。また、サミュエル・ウェッブが1782年に発表した An Essay on the Church Plain Chant にもこの曲が見られる。
オリジナルの歌詞はラテン語で4節あり、最初に刊行された時も第4節までだった。18世紀にフランスの神父エティエンヌ・ジャン＝フランソワ・ボルデリエが新たに3節を書き加えた、この3節は、全7節のうち、第3節から第5節までの歌詞として印刷された。その一方で、作者のわからない、殆ど発表もされていないラテン語の節が新しく加えられた。この讃美歌は数え切れないほど出版を重ねたが、現在最も歌われているのは英語の "O Come, All Ye Faithful" である。これはオークレイの元々の4節の英語訳と、ウィリアム・トマス・ブルックがあとから足した3節が一緒になったもので、1852年の Murray’s Hymnal に初めて登場する。
1954年の讃美歌111番。クリスマスの時期に歌われる定番の讃美歌として、日本でもよく知られている。

## 歌詞
1. 神の御子は今宵しも
ベツレヘムに生（うま）れたもう
いざや友よ、もろともに
いそぎゆきて拝まずや
いそぎゆきて拝まずや
2. 賤（しず）の女をば母として
生（うま）れまししみどりごは
まことの神、きみの君
いそぎゆきて拝まずや
いそぎゆきて拝まずや
3. 「神に栄えあれかし」と
みつかいらの声すなり
地なる人もたたえつつ
いそぎゆきて拝まずや
いそぎゆきて拝まずや
4. とこしなえのみことばは
今ぞ人となりたもう
待ち望みし主の民よ
おのが幸（さち）を祝わずや
おのが幸（さち）を祝わずや

歌詞は違うが、同じメロディの讃美歌に284番『主のとうときみことばは』があり、この曲のチューンネームもAdeste Fidelesである。また、ラテン語の歌詞のコーラス部分にある「ヴェニテ・アドレムス・ドミヌム」 (Venite adoremus Dominum) は、メロディが違うが、讃美歌第二編127番『雪はつもり』のコーラス部分に使われている。

## ジョアン4世とポルトガル発祥説
ポルトガル人の作者として、最もよく知られているのは、国王ジョアン4世である。「音楽王」ジョアン4世は音楽と絵画のパトロンであり、自らもかなり洗練された音楽家であり、作曲家でもあった。在位中に、世界でも有数の図書館を作った（1755年リスボン地震により崩壊）。
ジョアン4世による初めての作品は1649年に初刊行された。国王はまたVila Viçosaの宮殿に音楽学校を作り、スペインやイタリアに音楽家を「輸出」しようとした。この学校は『神の御子は今宵しも』が、ポルトガルのものであるという事実が発見された、まさにその場所でもあった。発見された原稿は、ウェードが18世紀に書いたものよりも以前のもので、国王の著作Defense of Modern Music (Lisbon, 1649) 中にも見受けられる。
同じ1649年に、ジョアン4世は、カトリック教会に器楽曲を許可してもらうべく、教皇庁に相当の働きかけをした。
ジョアン4世は、グレゴリオ聖歌のCrux fidelisに曲をつけたことでも有名である。これは、レントに聖歌隊が歌う曲として大変よく知られたものである。
ポルトガルの讃美歌とされる理由は、他にも、リーズ公が1795年にロンドンのポルトガル大使館で、この曲が歌われたのを耳にして、ポルトガルで作られたものと決め込んだという説がある。ただ、公爵が聴いたものと、オークリーが訳したものとはかなりの違いがある。
ポルトガル発祥説のもうひとつの理由として、これはより信憑性が高いが、ジョアン4世がこの讃美歌を作り、イングランドのチャールズ2世に嫁ぐ娘のカタリナ王女に持たせたと言う話がある。チャールズ2世妃となったカタリナ（キャサリン）、または彼女の使者が外出する際には、この讃美歌付きで公布され、イングランドではポルトガルの讃美歌として広く知られるようになった、現にこの曲は（王女の姿を借りてはいたものの）ポルトガルそのものだった。

## ジャコバイトとの関連
この讃美歌は、チャールズ若僭王（ボニー・プリンス・チャーリー）に捧げられた、ジャコバイト誕生の詩としても知られるようになった。
ダラム大学音楽学部の主任教授であるベネット・ゾンは、この曲は実質的なチャールズ王への詩であり、恐らく、faithfulという単語がキーワードとなったジャコバイトの暗号が、ベツレヘム（イングランド）やAngelom（天使）とAnglorum（イングランド人）のごろ合わせであるRegem Angelorumといった、ジャコバイトが普通に使う暗号と共に組みこまれていると主張している。
1740年代から1770年代にかけて、初期のこの曲が、イングランドのカトリック教会の典礼書にひろく記載されたため、典礼書は、国を追われたチャールズ王への祈祷のようになってしまった。ウェードの手になる典礼書では、この曲は往々にしてジャコバイトのバラの意匠で飾られていたが、他の著者の典礼書では、暗号化された詩が何を意味するが、曲とともに記載されていた。スチュアート王朝の終焉とともに、多くのカトリック信者がフランスのドウェーに亡命し、ウェードもその一人であったため、ドウェーでこの曲は書かれたと言われている。

## 演奏
演奏では、何節かが省略されることがよくある。すべてを演奏するには讃美歌が長すぎるのと、歌詞が、日中に歌う讃美歌として適していないためである。例えば、作者不明の第8節は、せいぜい公現節に歌われるくらいであり、ラテン語オリジナルでの最後の節も、通常クリスマスの真夜中のミサ、夜明けのミサ、日中のミサのためのものである。
英国やアメリカ合衆国では、今日ではサー・デビッド・ウィルコックスによるアレンジのものが歌われる。これは、1961年に、オックスフォード大学出版局から発行されたCarols for Choirsの初版に納められているものである。このアレンジはThe English Hymnalの基本的な和声を用いているが、第6節（オリジナルの第3節）で、オルガン伴奏によるソプラノのデスカント唱法を加えており、最終節はラスト・バース・ハーモナイゼーションでの斉唱となっている。
この讃美歌はケンブリッジ大学キングス･カレッジのA Festival of Nine Lessons and Carolsでも、最後から二番目の讃美歌として、ヨハネによる福音書第一章の朗読の後に歌われる。

## カバーバージョン
多くのカバーバージョンが、下記のアーティストをはじめ、世界中のアーティストによってレコード化されている。
- アンドレア・ボチェッリ
- ビング・クロスビー
- エルヴィス・プレスリー
- セリーヌ・ディオン
- ジョシュ・グローバン
- トゥイステッド・シスター
- ブライアン・マックナイト
- マライア・キャリー
- クリスティアン・バウティスタ
- エンヤ
- TAKE 6
- バッド・レリジョン
- 山下達郎
- ボブ・ディラン
- アース・ウィンド・アンド・ファイアー
- シンガーズ・アンリミテッド